# 1860 Barbarossa
1860 Barbarossa (1973 SK) là một tiểu hành tinh vành đai chính được phát hiện ngày 28 tháng 9 năm 1973 bởi Wild, P. ở Zimmerwald.